# Crescenzio Gambarelli

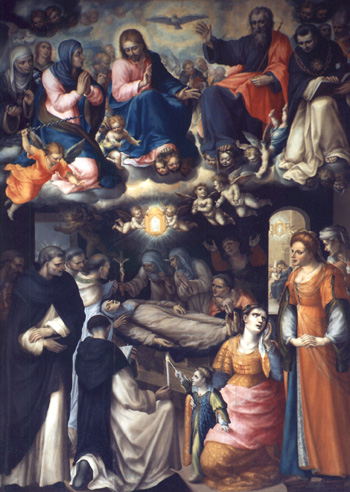
Crescenzio Gambarelli, Il transito di Santa Caterina, (1602), Siena, basilica di San Domenico, Cappella delle Volte

Crescenzio Gambarelli (Siena, XVI secolo – Siena, XVII secolo) è stato un pittore italiano della scuola senese, attivo tra la fine del Cinquecento e la prima metà del Seicento.

## Opere
- Il transito di S. Caterina (1602), basilica di San Domenico, Cappella delle Volte, Siena
- La Santa recita l'uffizio con Gesù Cristo (1607), basilica di San Domenico, Cappella delle Volte, Siena
- Santa Caterina dona l'abito a Gesù in veste di pellegrino (1602) basilica di San Domenico, Cappella delle Volte, Siena
- Gesù restituisce a Santa Caterina la crocetta che aveva ricevuto da lei in veste di pellegrino (1602), basilica di San Domenico, Cappella delle Volte, Siena
- Gloria di Dio e Santi, Chiesa di san Martino, Siena
- Martirio di San Bartolomeo, Chiesa di San Pietro a Vico d'Arbia, Siena
- Storie di san Rocco, con Rutilio Manetti, Oratorio di San Rocco, Siena.